# The Time (álbum de Bros)
The Time es el segundo álbum de la banda de pop británica Bros y la continuación de su debut Push. Fue lanzado el 16 de octubre de 1989 y fue su primer álbum como dúo de los gemelos Matt y Luke Goss, tras la salida del bajista Craig Logan a principios de año. También fue el primer álbum que contó con Matt y Luke como coautores, junto con Nicky Graham. Se lanzaron cuatro sencillos del álbum: "Too Much", "Chocolate Box", "Madly in Love" y "Sister". La canción "Sister" fue escrita sobre la hermanastra de Matt y Luke, Carolyn, quien murió en una colisión con un conductor ebrio en Londres en 1988.
El álbum alcanzó el número cuatro en la lista de álbumes del Reino Unido y obtuvo la certificación de oro en el Reino Unido.

## Recepción crítica
Mike Soutar de Smash Hits reconoció el talento del dúo y afirmó que su forma de tocar se había vuelto más lograda y que su sonido era "más maduro" en comparación con el álbum debut Push. Calificó los cuatro primeros temas como "prometedores", pero luego continuó diciendo: "Sin embargo, donde los Bros se despegan es cuando dirigen su atención a cuestiones 'sociales' serias, a saber, las drogas en 'Streetwise' y el racismo en 'Black'. & White". Por muy bien intencionadas que sean, ninguno de estos temas es particularmente nuevo en la música pop, y los Bros no tienen nada nuevo que decir sobre ellos... Y ese es el gran problema de los Bros: aproximadamente la mitad de las canciones de este LP son solo ideas juntas y nunca terminadas adecuadamente."
En NME, Simon Williams afirmó que "el hecho más sorprendente es que los chicos tienen conciencia social" y que "los mensajes se transmiten de manera trillada, pero no se puede negar su seriedad". Sin embargo, calificó la música como "entrenamientos funk de mierda, jodidos, que Wham! perfeccionó hace cinco años... Y la conclusión es que a los Bros les faltan melodías agradables y tarareables". Lloyd Bradley de Q afirmó que el dúo intentaba irrumpir en el mercado estadounidense copiando la mezcla de pop y rock de Michael Jackson, completa con el estilo vocal de Jackson, pero "al tratar de lograr un nivel de agresión totalmente en desacuerdo con su traje largo - pop contundente y fácilmente bailable - suena incómodamente forzado". Su conclusión sobre el álbum fue que "es difícil ver su atractivo: si bien sigue siendo claramente juvenil, al perder la inocencia esencial de su predecesor, es demasiado desafiante para el mercado establecido [de Estados Unidos]".
El "apologista de Bros" confeso Andy Ross de Sounds estaba decepcionado con el álbum y calificó las canciones como "pop muy por encima del promedio", pero que "la principal crítica es que el material está pulido hasta el punto de perder todo carácter... El disco más regular del año". En Music Week, Andrew Martin calificó el álbum como una "respuesta a la aparente menguante popularidad", afirmando que "la batería puede sonar más sustanciosa, la guitarra más atrevida y las letras tan arriesgadas como son banales", y concluyó: "El segundo álbum de Bros no sorprende a nadie". Tim Southwell de Record Mirror elogió la voz de Matt Goss y la producción del álbum, y dijo que "las 10 canciones están entregadas con habilidad y entusiasmo conmovedor". Sin embargo, criticó las "horribles imitaciones de Stevie Wonder" y la "ingenuidad lírica", con la excepción de "Sister".

## Lista de canciones
Todas las canciones escritas y compuestas por Matt Goss, Luke Goss y Nicky Graham. 
| N.º | Título                | Duración |  |
| 1.  | «Madly in Love»       | 7:09     |  |
| 2.  | «Too Much»            | 3:30     |  |
| 3.  | «Chocolate Box»       | 3:57     |  |
| 4.  | «Money»               | 4:21     |  |
| 5.  | «Streetwise»          | 4:29     |  |
| 6.  | «Club Fool»           | 5:28     |  |
| 7.  | «Black and White»     | 3:52     |  |
| 8.  | «Don't Bite the Hand» | 3:10     |  |
| 9.  | «Space»               | 3:40     |  |
| 10. | «Sister»              | 4:23     |  |

| Bonus track - CD |                                                  |          |  |
| N.º              | Título                                           | Duración |  |
| 11.              | «Life's a Heartbeat» (Lado B de "Chocolate Box") | 4:43     |  |